# Hydrure de mercure(II)
L'hydrure de mercure(II) est un composé inorganique de formule chimique HgH2. Il se présente sous la forme d'un solide blanc qui se décompose au-dessus de −125 °C. Sous forme gazeuse, il est incolore et photosensible. Il est étudié en tant qu'espèce chimique intermédiaire dans la réduction de solutions mercuriques en mercure élémentaire.

## Histoire
La première synthèse d'HgH2 pourrait remonter à 1951, lors d'une réaction éthérée de l'iodure de mercure(II) avec le tétrahydruroaluminate de lithium, LiAlH4, menée Wiberg et al.. En 1993, Legay-Sommaire annonce la production d'HgH2 dans des matrices cryogéniques d'argon et de krypton et d'un laser à fluorure de krypton. En 2004, HgH2 sous forme solide a finalement été synthétisé et analysé par Xuefeng Wang et Lester Andrews (en), en tant que produit isolé de la réaction of mercure dans un état excité avec du dihydrogène.
En 2005, HgH2 en phase gazeuse a été synthétisé par Alireza Shayesteh et al., par réaction directe en phase gazeuse de mercure excité et de dihydrogène à température ambiante et la structure de l'hydrure à l'état solide a été déterminée par Xuefeng Wang and Lester Andrews comme celle d'un solide moléculaire.

## Réactions
Vers −125 °C, l'hydrure de mercure(II) se décompose en mercure élémentaire et dihydrogène :
HgH2 → Hg + H2.